# Starmarker
Starmarker (スターマーカー?) è il quindicesimo singolo del gruppo rock giapponese Kana-Boon, pubblicato il 4 marzo 2020 da Ki/oon Records. La canzone è stata utilizzata come seconda sigla di apertura della quarta stagione della serie televisiva anime My Hero Academia.

## Descrizione
Il 4 gennaio 2020 con il sesto e il settimo numero combinato del 2020 della rivista Weekly Shōnen Jump è stato annunciato che i Kana-Boon avrebbero eseguito la seconda sigla di apertura della quarta stagione di My Hero Academia. Il singolo è stato pubblicato il 4 marzo 2020 in due edizioni: un'edizione standard e un'edizione anime limitata. Quest'ultima contiene delle tracce aggiuntive e un DVD bonus con la versione senza crediti della rispettiva sigla di apertura dell'anime. Il singolo è stato pubblicato lo stesso giorno dell'album dei Kana-Boon Kana-Boon The Best.
La canzone è la prima ad essere stata eseguita dalla band dopo la partenza del bassista Yūma Meshida, avvenuta nel 2019, di conseguenza il cantante e chitarrista Maguro Taniguchi ha dovuto anche suonare il basso. La canzone presenta inoltre il tastierista Daisuke Kanazawa del gruppo Fujifabric come musicista ospite.
Il singolo ha raggiunto la posizione 29 nelle classifica di Oricon, la 46 nella Billboard Japan Hot 100, e la 7 nella classifica Japan Hot Animation.

## Video musicale
Il video musicale del singolo, diretto da Hidenobu Tanabe, è stato pubblicato il 2 marzo 2020. Esso presenta i Kana-Boon insieme a un attore che indossa un abito zentai riflettente. Il video è diviso verticalmente in tre parti, una davanti all'ingresso di un soggiorno, una all'ingresso di una cucina e una all'ingresso di una camera da letto. In tutto il video, all'interno di ogni parte vengono mostrati un membro, l'intera band, l'attore con l'abito zentai o vari oggetti. Si possono anche vedere i membri della band tenere in mano i vari oggetti con diverse espressioni facciali. L'attore con l'abito zentai poi balla e mima davanti e dietro a ciascun membro della band.

## Tracce
Edizione standard
Testi di Maguro Taniguchi.
1. Starmarker (スターマーカー?) – 3:34
2. Shutter Gate (シャッターゲート?) – 4:25
3. Eustace (ユーエスタス?) – 3:56

Durata totale: 11:55
Edizione limitata
Testi di Maguro Taniguchi.
1. Starmarker (スターマーカー?) – 3:34
2. Shutter Gate (シャッターゲート?) – 4:25
3. Eustace (ユーエスタス?) – 3:56
4. Starmarker (Anime Size) (スターマーカー (Anime Size)?) – 1:33
5. Starmarker (Instrumental) (スターマーカー (Instrumental)?) – 3:35
6. Starmarker (Anime Size Instrumental) (スターマーカ (Anime Size Instrumental)?) – 1:29

Durata totale: 18:32
Edizione limitata (DVD)
Testi di Maguro Taniguchi.
1. TV Anime "My Hero Academia" Non-Credit Opening Movie – 1:40

Durata totale: 1:40